# Óscar García (meksykański piłkarz)
Óscar Sebastián „Gori” García Carmona (ur. 2 sierpnia 1993 w San Nicolás) – meksykański piłkarz występujący na pozycji środkowego lub lewego obrońcy.

## Kariera klubowa
García jest wychowankiem akademii młodzieżowej klubu CF Monterrey. Do treningów dorosłej drużyny został włączony w wieku siedemnastu lat przez szkoleniowca Víctora Manuela Vuceticha i pierwszy mecz rozegrał w niej we wrześniu 2012 z gwatemalskim Municipalem (3:0) w rozgrywkach Ligi Mistrzów CONCACAF. W Liga MX zadebiutował dopiero 27 lipca 2013 w zremisowanym 2:2 spotkaniu z Pueblą. Podczas pobytu w Monterrey trzy razy z rzędu wygrał najbardziej prestiżowe rozgrywki Ameryki Północnej – Ligę Mistrzów CONCACAF (w 2011, 2012 i 2013) i dwukrotnie pojechał z drużyną na Klubowe Mistrzostwa Świata (2012 i 2013), zajmując na nich odpowiednio trzecie i piąte miejsce. Grał jednak niemal wyłącznie w lidze meksykańskiej do lat dwudziestu i w pierwszym zespole notował sporadyczne występy, mając za rywali o miejsce w składzie graczy takich jak Darvin Chávez, Duilio Davino, José María Basanta, Ricardo Osorio, Victor Ramos czy Bernardo Hernández.
W styczniu 2015 García został wypożyczony na rok do drugoligowego klubu Correcaminos UAT. W ekipie z siedzibą w Ciudad Victoria również pełnił wyłącznie rolę rezerwowego, a w lipcu 2015 trener Ricardo Cadena odsunął go od składu ze względu na nadwagę (ważył 101 kg) i z tego względu gracz nie został zgłoszony do rozgrywek ligowych. Był to jego ostatni kontakt z profesjonalnym futbolem.

## Kariera reprezentacyjna
W kwietniu 2009 García został powołany przez José Luisa Gonzáleza Chinę do reprezentacji Meksyku U-17 na Mistrzostwa Ameryki Północnej U-17. Tam rozegrał jedno z trzech możliwych spotkań (w wyjściowym składzie), zaś jego kadra – pełniąca wówczas rolę gospodarzy – zajęła pierwsze miejsce w grupie, po czym turniej został wówczas przerwany ze względu na epidemię grypy A/H1N1 w Meksyku. Pięć miesięcy później znalazł się w składzie na Mistrzostwa Świata U-17 w Nigerii, podczas których również był wyłącznie rezerwowym i wystąpił w jednym z czterech meczów (po wejściu z ławki). Meksykanie odpadli wówczas z juniorskiego mundialu w 1/8 finału, ulegając w serii rzutów karnych Korei Płd (1:1, 3:5 k).

## Statystyki kariery
| Monterrey | 2012–2013 | Meksyk | Liga MX    | 0 | 0 | –  | – | LMC | 2 | 0 | 2  | 0 |
| Monterrey | 2013–2014 | Meksyk | Liga MX    | 3 | 0 | 9  | 0 | –   | – | – | 12 | 0 |
| Monterrey | 2014–2015 | Meksyk | Liga MX    | 0 | 0 | –  | – | –   | – | – | 0  | 0 |
| UAT       | 2014–2015 | Meksyk | Ascenso MX | 3 | 0 | 7  | 1 | –   | – | – | 10 | 1 |
| Ogółem    | Ogółem    | Ogółem | Ogółem     | 6 | 0 | 16 | 1 | LMC | 2 | 0 | 24 | 1 |

Legenda:
- LMC – Liga Mistrzów CONCACAF